# Balzac (llibre)
Balzac és la biografia que Stefan Zweig va dedicar a Honoré de Balzac en 1920 i que posteriorment apareixeria en un volum amb les biografies d'altres escriptors, Charles Dickens i Fiódor Dostoievski, anomenat Drei Meister: Balzac, Dickens, Dostojewski. L'admiració per Balzac el va portar a ampliar posteriorment la biografia en una obra més àmplia que no va poder finalitzar perquè es va suïcidar abans d'acabar-la.
L'estil del llibre segueix les altres biografies de Zweig, on s'alterna l'explicació dels fets vitals amb les emocions que podrien haver provocat en el protagonista i reflexions de l'autor. El tema principal és la lluita entre el caràcter individual de l'artista i el seu temps. Balzac volia reflectir totes les classes socials i situacions possibles en les seves novel·les que formen la Comèdia Humana, però no se sentia prou reconegut pel seu públic com un escriptor de vàlua. Aquesta decepció es lliga amb la incomprensió que el mateix Zweig va experimentar en vida, pel que part de la frustració del personatge té un fort component autobiogràfic. Destaca la solitud en què va morir, que actua com un tancament circular de la infantesa infeliç. Malgrat el to de malenconia present a totes les seves obres, Zweig no amaga la seva visió positiva del biografiat i hi inclou els seus triomfs literaris i aventures amoroses per mostrar el vitalisme de Balzac. Això ni significa que no mostri els seus aspectes negatius, com l'excessiu afany per guanyar diners i viure en el luxe, que el va portar a contraure nombrosos deutes i tenir relacions només per aconseguir capital.